# Bradypontius
Bradypontius is een geslacht van eenoogkreeftjes uit de familie van de Artotrogidae. De wetenschappelijke naam van de soort is voor het eerst geldig gepubliceerd in 1895 door Wilhelm Giesbrecht.

## Soorten
- Bradypontius ancistronus Neves & Johnsson, 2008
- Bradypontius caudatus Sars G.O., 1915
- Bradypontius crassisetus Kim I.H., 1996
- Bradypontius cubensis Varela, 2012
- Bradypontius dentatus Hansen, 1923
- Bradypontius groenlandicus Hansen, 1923
- Bradypontius halocynthiae Kim I.H., 1996
- Bradypontius heteroporus Kim I.H., 1996
- Bradypontius inermis Nicholls, 1944
- Bradypontius macginitei Eiselt, 1986
- Bradypontius magniceps (Brady, 1880)
- Bradypontius major Sars G.O., 1915
- Bradypontius ovatus Nicholls, 1944
- Bradypontius papillatus (Scott T., 1888)
- Bradypontius pichoni Stock, 1966
- Bradypontius poorei Johnsson in Johnsson & Rocha, 2002
- Bradypontius serratipes Nicholls, 1944
- Bradypontius serrulatus Brady, 1910
- Bradypontius siphonatus Giesbrecht, 1897
- Bradypontius tenuipes Hansen, 1923
- Bradypontius typicus (Brady, 1910)
- Bradypontius unidens Hansen, 1923